# Czesław Bessaga
Czesław Marian Bessaga (* 26. Februar 1932 in Lwów; † 20. September 2021) war ein polnischer Mathematiker, der sich mit Funktionalanalysis und unendlichdimensionaler Topologie beschäftigte.

## Werdegang
Czesław Bessaga wurde 1959 unter Stanisław Mazur promoviert.
In den Jahren 1965 bis 1998 leitete er den Lehrstuhl für Funktionalanalysis am mathematischen Institut der Universität Warschau, von 1970 bis 1975 war er stellvertretender Direktor des mathematischen Instituts und von 1984 bis 1987 Prodekan der Fakultät Mathematik, Informatik  und Mechanik der Warschauer Universität. Ab 1976 war er korrespondierendes Mitglied der polnischen Akademie der Wissenschaften (PAN) und ab 1991 ordentliches Mitglied. In den 1990er Jahren war er Vorsitzender des Komitees der mathematischen Olympiade. Bessaga war Mitherausgeber der mathematischen Zeitschrift Studia Mathematica.
Eine Umkehrung zum Fixpunktsatz von Banach ist als Satz von Bessaga bekannt. Zusammen mit Aleksander  Pełczyński charakterisierte Bessaga die Isomorphieklassen von Banachräumen stetiger Funktionen auf nulldimensionalen, kompakten, metrischen Räumen und bewies das sogenannte Auswahlprinzip von Bessaga-Pelczynski.

## Bücher
- C. Bessaga, A. Pełczyński: Selected topics in infinite-dimensional topology. Monografie Matematyczne, Band 58, Verlag Wydawnictwo Naukowe PWN (1975)

## Preise und Auszeichnungen
- Stefan-Banach-Preis (1961)
- Ritterkreuz des Ordens Polonia Restituta (1973)